# Krajský přebor – Brno 1954
Krajský přebor – Brno 1954 byl jednou ze 21 skupin 3. nejvyšší fotbalové soutěže v Československu. O titul přeborníka Brněnského kraje soutěžilo 12 týmů každý s každým dvoukolově od března do října 1954. Tento ročník začal v sobotu 27. března 1954 utkáním Spartak Královo Pole – Spartak ZJŠ Brno 2:0 (poločas 0:0) a skončil v neděli 31. října téhož roku utkáním Spartak MEZ Židenice – Spartak I. brněnská 0:1 (poločas 0:0). Jednalo se o 6. z 11 ročníků soutěže (1949–1959/60).

## Konečná tabulka
Zdroj: 
| Poř. | Tým                          | Z  | V  | R | P  | VG | OG | B  |
| ---- | ---------------------------- | -- | -- | - | -- | -- | -- | -- |
| 1.   | DSO Sokol Lanžhot            | 22 | 16 | 1 | 5  | 81 | 37 | 33 |
| 2.   | DSO Spartak ZJŠ Brno         | 22 | 14 | 2 | 6  | 81 | 36 | 30 |
| 3.   | DSO Spartak Královo Pole (S) | 22 | 13 | 4 | 5  | 55 | 29 | 30 |
| 4.   | DSO Spartak MEZ Židenice     | 22 | 11 | 5 | 6  | 40 | 29 | 27 |
| 5.   | DSO Spartak I. brněnská (N)  | 22 | 11 | 4 | 7  | 67 | 39 | 26 |
| 6.   | DSO Spartak Kuřim            | 22 | 11 | 4 | 7  | 84 | 55 | 26 |
| 7.   | DSO Slavoj Vyškov            | 22 | 10 | 3 | 9  | 49 | 50 | 23 |
| 8.   | DSO Spartak ZPS Líšeň (N)    | 22 | 10 | 2 | 10 | 48 | 68 | 22 |
| 9.   | DSO Spartak Boskovice        | 22 | 9  | 2 | 11 | 41 | 49 | 20 |
| 10.  | DSO Jiskra Břeclav           | 22 | 7  | 1 | 14 | 38 | 75 | 15 |
| 11.  | DA Brno                      | 22 | 1  | 5 | 16 | 23 | 88 | 7  |
| 12.  | DSO Tatran Šlapanice (N)     | 22 | 2  | 1 | 19 | 28 | 80 | 5  |

Poznámky:
- Z = Odehrané zápasy; V = Vítězství; R = Remízy; P = Prohry; VG = Vstřelené góly; OG = Obdržené góly; B = Body; (S) = Mužstvo sestoupivší z vyšší soutěže; (N) = Nováček (postoupivší z nižší soutěže)

|  | Postup do Celostátní čs. soutěže v kopané 1955 (II. liga)   |
|  | Přechod do Oblastní soutěže – sk. D 1955 (III. liga)        |
|  | Přechod do I. A třídy Brněnského kraje 1955 (IV. liga)      |
|  | Sestup do skupin I. B třídy Brněnského kraje 1955 (V. liga) |